# Пінкні (Мічиган)
Пінкні (англ. Pinckney) — селище (англ. village) в США, в окрузі Лівінгстон штату Мічиган. Населення — 2415 осіб (2020).

## Географія
Пінкні розташоване за координатами 42°27′17″ пн. ш. 83°56′44″ зх. д. / 42.45472° пн. ш. 83.94556° зх. д. (42.454602, -83.945516).  За даними Бюро перепису населення США в 2010 році селище мало площу 4,28 км², з яких 4,14 км² — суходіл та 0,15 км² — водойми.

## Демографія
Згідно з переписом 2010 року, у селищі мешкало 2427 осіб у 869 домогосподарствах у складі 648 родин. Густота населення становила 566 осіб/км².  Було 927 помешкань (216/км²).
Расовий склад населення:
| - 97,9 % — білих - 0,3 % — азіатів - 0,2 % — корінних американців - 0,1 % — чорних або афроамериканців |

До двох чи більше рас належало 1,2 %. Частка іспаномовних становила 1,8 % від усіх жителів.
За віковим діапазоном населення розподілялося таким чином: 31,2 % — особи молодші 18 років, 61,4 % — особи у віці 18—64 років, 7,4 % — особи у віці 65 років та старші. Медіана віку мешканця становила 34,1 року. На 100 осіб жіночої статі у селищі припадало 96,0 чоловіків;  на 100 жінок у віці від 18 років та старших — 92,9 чоловіків також старших 18 років.
Середній дохід на одне домашнє господарство  становив 69 217 доларів США (медіана — 63 693), а середній дохід на одну сім'ю — 78 832 долари (медіана — 70 438). Медіана доходів становила 51 528 доларів для чоловіків та 40 676 доларів для жінок. За межею бідності перебувало 8,1 % осіб, у тому числі 13,5 % дітей у віці до 18 років та 7,3 % осіб у віці 65 років та старших.
Цивільне працевлаштоване населення становило 1434 особи. Основні галузі зайнятості: виробництво — 19,7 %, освіта, охорона здоров'я та соціальна допомога — 18,1 %, роздрібна торгівля — 15,4 %, науковці, спеціалісти, менеджери — 13,0 %.